# Теневая экономика в СССР
Теневая («вторая») экономика в СССР — различные виды незаконной экономической деятельности, существовавшие в СССР.
Оценки масштабов теневой экономики в СССР сильно разнятся. Так, американский исследователь Григорий Гроссман отмечал, что в середине 1970-х годов 28-33 % расходов домохозяйств в СССР финансировались за счет доходов из частных, не связанных с работой на государство, источников. Владимир Тремл из американского Университета Дьюка полагает, что в нелегальную трудовую деятельность в СССР было вовлечено 10-12 % советской рабочей силы. По оценкам Леонида Косалса из Высшей школы экономики, в теневой экономике СССР было занято чуть более 1 % населения. По оценкам, в конце 1970-х годов от 33 до 65 % покупок бензина владельцами автомобилей в городах приходилось на похищенный бензин, незаконно продаваемый водителями государственных предприятий и организаций. Незаконное производство спиртных напитков, а также спекулятивная перепродажа спиртных напитков, произведенных официально, обеспечивали в конце 1970-х годов доходы, равные 2,2 % ВНП. При этом если в РСФСР доля доходов от «второй» экономики составляла средние по СССР величины, то в Белоруссии, Молдавии, на Украине, в Закавказье и в Средней Азии эта доля была значительно выше.

## История
Теневая экономика в СССР существовала в течение всего советского периода. Своего наивысшего развития она достигла в годы правления Л. И. Брежнева, которые называют «эпохой застоя». В это время теневая экономика стала неотъемлемой частью советской жизни. В конце правления Л. И. Брежнева и в годы правления Ю. В. Андропова на всю страну прогремел ряд уголовных дел: «рыбное», «сочинско-краснодарское», «елисеевское», «узбекское». В 1979 году состоялась «кисловодская сходка», сформировавшая основные принципы взаимодействия «теневиков» и криминального сообщества.

## Составляющие
В теневой экономике СССР можно выделить следующие составляющие:
- деятельность руководителей государственных предприятий «на грани закона» для обеспечения их нормального функционирования — деятельность «толкачей» (работников, «выбивающих» для своего предприятия дефицитные ресурсы), несанкционированные бартерные операции, использование фиктивных работников («подснежников»), заработная плата которых делилась между реальными работниками;
- экономическая деятельность, которая была незаконной и наказуемой в СССР, но которая сама по себе не является незаконной в странах с рыночной экономикой — спекуляция, деятельность «цеховиков», «фарцовщиков», а также такая неформальная экономическая деятельность, которая не была узаконена и не облагалась налогами, но редко реально преследовалась, как сдача жилья в наем (как правило, в курортных местностях), деятельность частных портных, парикмахеров, репетиторов;
- деятельность, которая является незаконной во всех странах — хищения, наркоторговля, рэкет и т. п.

## Причины существования
Во-первых, чем более сложной и развитой становилась хозяйственная деятельность, тем очевиднее проявлялись недостатки существовавшей в СССР плановой экономики: существовал постоянный дефицит многих товаров, на одних предприятиях не хватало ресурсов определённого вида, а другие имели ненапряженный производственный план и избыток ресурсов этого типа. Теневая экономическая деятельность использовала такую ситуацию, осуществлялись неформальные взаимодействия между руководителями и работниками различных рангов, обеспечивавшие функционирование системы.
Во-вторых, для предприимчивых людей, которые стремились самореализоваться, получать адекватное вознаграждение за свой труд, владеть собственностью, было мало возможностей в официальных структурах. Дух предприимчивости и относительно развитые потребительские ориентации людей такого рода противоречили официальной советской уравнительной идеологии.

## Связь с коррупцией
Теневая экономика в СССР порождала коррупцию. Подкуп руководителей государственных предприятий и организаций, сотрудников правоохранительных органов, а также зачастую и функционеров КПСС требовался, чтобы они не мешали «теневому» бизнесу. Кроме того, их подкупали, чтобы они содействовали в снабжении «теневого» бизнеса сырьем, товарами, транспортными средствами и т. п.

## Значение при переходе к рыночной экономике
Советская теневая экономика во многом послужила базой для предпринимательской деятельности в период перехода к рыночной модели экономики в конце 1980-х — начале 1990-х годов. Многие «теневые» предприниматели вложили накопленные капиталы в легальную хозяйственную деятельность.